# Finale du Grand Prix ISU 2023-2024
Navigation
Édition précédente Édition suivante
La finale du Grand Prix ISU est la dernière épreuve qui conclut chaque année le Grand Prix international de patinage artistique organisé par l'International Skating Union. Elle accueille des patineurs amateurs de niveau senior dans quatre catégories: simple messieurs, simple dames, couple artistique et danse sur glace.
Pour la saison 2023/2024, la finale est organisée du 7 au 10 décembre 2023 au palais omnisports de Pékin en Chine. Il s'agit de la 27e finale depuis la création du Grand Prix ISU en 1995.
Depuis le 1er mars 2022, l'Union internationale de patinage interdit aux patineurs artistiques et aux officiels de la fédération de Russie et de la Biélorussie de participer et d'assister à toutes les compétitions internationales en raison de l'invasion russe de l'Ukraine le 24 février 2022. Les athlètes russes et biélorusses ne peuvent donc participer à aucune épreuve du Grand Prix ISU 2023-2024, pour la deuxième année consécutive.

## Qualifications
Seuls les patineurs qui atteignent l'âge de 16 ans au 1er juillet 2023 peuvent participer aux épreuves du Grand Prix ISU 2023/2024. Les épreuves de qualifications sont successivement :
- le Skate America du 20 au 22 octobre 2023 à Allen
- le Skate Canada du 27 au 29 octobre 2023 à Vancouver
- le Trophée de France du 3 au 5 novembre 2023 à Angers
- la Coupe de Chine du 10 au 12 novembre 2023 à Chongqing
- la Grand-Prix d'Espoo du 17 au 19 novembre 2023 à Espoo, remplaçant la Coupe de Russie (la fédération russe ayant été interdite de l'organiser[2])
- le Trophée NHK du 24 au 26 novembre 2023 à Osaka

Les patineurs participent à un ou deux grands-prix. Les six patineurs qui ont obtenu le plus de points sont qualifiés pour la finale et les trois patineurs suivants sont remplaçants.
|             | Messieurs        | Dames             | Couples                                          | Danse sur glace                              |
| ----------- | ---------------- | ----------------- | ------------------------------------------------ | -------------------------------------------- |
| 1           | Adam Siao Him Fa | Kaori Sakamoto    | Deanna Stellato-Dudek / Maxime Deschamps         | Piper Gilles / Paul Poirier                  |
| 2           | Ilia Malinin     | Isabeau Levito    | Minerva Fabienne Hase / Nikita Volodin           | Madison Chock / Evan Bates                   |
| 3           | Kao Miura        | Loena Hendrickx   | Lia Pereira / Trennt Michaud                     | Charlène Guignard / Marco Fabbri             |
| 4           | Yuma Kagiyama    | Hana Yoshida      | Sara Conti / Niccolò Macii                       | Lilah Fear / Lewis Gibson                    |
| 5           | Shoma Uno        | Nina Pinzarrone   | Annika Hocke / Robert Kunkel (Forfait)           | Laurence Fournier Beaudry / Nikolaj Sørensen |
| 6           | Kevin Aymoz      | Rion Sumiyoshi    | Rebecca Ghilardi / Filippo Ambrosini             | Marjorie Lajoie / Zachary Lagha              |
| Remplaçants |                  |                   |                                                  |                                              |
| 1er         | Shun Sato        | Kim Chae-yeon     | Maria Pavlova / Alexei Sviatchenko (Remplaçants) | Allison Reed / Saulius Ambrulevičius         |
| 2e          | Sōta Yamamoto    | Lindsay Thorngren | Lucrezia Beccari / Matteo Guarise                | Evgeniia Lopareva / Geoffrey Brissaud        |
| 3e          | Lukas Britschgi  | Niina Petrõkina   | Peng Cheng / Wang Lei                            | Juulia Turkkila / Matthias Versluis          |

## Résultats

### Messieurs
| Rang | Nom              | Pays       | Points | Programme court | Programme court | Programme libre | Programme libre |
| ---- | ---------------- | ---------- | ------ | --------------- | --------------- | --------------- | --------------- |
| 1    | Ilia Malinin     | États-Unis | 314.66 | 1               | 106.90          | 1               | 207.76          |
| 2    | Shoma Uno        | Japon      | 297.34 | 2               | 106.02          | 2               | 191.32          |
| 3    | Yuma Kagiyama    | Japon      | 288.65 | 3               | 103.72          | 4               | 184.93          |
| 4    | Adam Siao Him Fa | France     | 278.28 | 6               | 88.36           | 3               | 189.92          |
| 5    | Kao Miura        | Japon      | 261.53 | 4               | 94.86           | 5               | 166.67          |
| 6    | Kevin Aymoz      | France     | 219.91 | 5               | 93.20           | 6               | 126.71          |

### Dames
| Rang | Nom             | Pays       | Points | Programme court | Programme court | Programme libre | Programme libre |
| ---- | --------------- | ---------- | ------ | --------------- | --------------- | --------------- | --------------- |
| 1    | Kaori Sakamoto  | Japon      | 225.70 | 1               | 77.35           | 1               | 148.35          |
| 2    | Loena Hendrickx | Belgique   | 203.36 | 2               | 73.25           | 4               | 130.11          |
| 3    | Hana Yoshida    | Japon      | 203.16 | 4               | 60.65           | 2               | 142.51          |
| 4    | Nina Pinzarrone | Belgique   | 194.91 | 3               | 66.72           | 5               | 128.19          |
| 5    | Isabeau Levito  | États-Unis | 191.86 | 6               | 56.53           | 3               | 135.33          |
| 6    | Rion Sumiyoshi  | Japon      | 180.39 | 5               | 58.63           | 6               | 121.76          |

### Couples
| Rang | Nom                                      | Pays      | Points | Programme court | Programme court | Programme libre | Programme libre |
| ---- | ---------------------------------------- | --------- | ------ | --------------- | --------------- | --------------- | --------------- |
| 1    | Minerva Fabienne Hase / Nikita Volodin   | Allemagne | 206.43 | 1               | 72.56           | 2               | 133.87          |
| 2    | Sara Conti / Niccolò Macii               | Italie    | 205.88 | 3               | 70.30           | 1               | 135.58          |
| 3    | Deanna Stellato-Dudek / Maxime Deschamps | Canada    | 204.30 | 2               | 71.22           | 3               | 133.08          |
| 4    | Maria Pavlova / Alexei Sviatchenko       | Hongrie   | 192.02 | 4               | 65.51           | 5               | 126.51          |
| 5    | Rebecca Ghilardi / Filippo Ambrosini     | Italie    | 188.85 | 5               | 61.91           | 4               | 126.94          |
| 6    | Lia Pereira / Trennt Michaud             | Canada    | 185.16 | 6               | 61.78           | 6               | 123.38          |

### Danse sur glace
| Rang | Nom                                          | Pays        | Points | Danse rythmique | Danse rythmique | Danse libre | Danse libre |
| ---- | -------------------------------------------- | ----------- | ------ | --------------- | --------------- | ----------- | ----------- |
| 1    | Madison Chock / Evan Bates                   | États-Unis  | 221.61 | 1               | 89.15           | 1           | 132.46      |
| 2    | Charlène Guignard / Marco Fabbri             | Italie      | 215.51 | 2               | 85.82           | 2           | 129.69      |
| 3    | Piper Gilles / Paul Poirier                  | Canada      | 213.58 | 3               | 85.17           | 3           | 128.41      |
| 4    | Lilah Fear / Lewis Gibson                    | Royaume-Uni | 202.27 | 4               | 76.24           | 4           | 126.03      |
| 5    | Laurence Fournier Beaudry / Nikolaj Sørensen | Canada      | 195.57 | 5               | 74.82           | 5           | 120.75      |
| 6    | Marjorie Lajoie / Zachary Lagha              | Canada      | 193.63 | 6               | 74.74           | 6           | 118.89      |

## Source
- (en) Résultats de la finale 2023/2024 du Grand Prix ISU sur le site de l'ISU